# 杷木テレビ中継局
杷木テレビ中継局（はきテレビちゅうけいきょく）は福岡県朝倉市にあるテレビ放送の中継局である。

## 中継局概要

### デジタルテレビ放送
| リモコン 番号 | 放送局名         | チャンネル 番号 | 空中線 電力 | ERP   | 偏波面   | 放送対象地域 | 放送区域内 世帯数 | 運用開始日    |
| ------------- | ---------------- | --------------- | ----------- | ----- | -------- | ------------ | ----------------- | ------------- |
| 1             | KBC 九州朝日放送 | 31              | 300mW       | 980mW | 垂直偏波 | 福岡県       | 約3,346世帯       | 2008年 8月1日 |
| 2             | NHK 福岡教育     | 13              | 300mW       | 1W    | 垂直偏波 | 全国         | 約3,346世帯       | 2008年 8月1日 |
| 3             | NHK 福岡総合     | 17              | 300mW       | 1W    | 垂直偏波 | 福岡県西部   | 約3,346世帯       | 2008年 8月1日 |
| 4             | RKB RKB毎日放送  | 30              | 300mW       | 980mW | 垂直偏波 | 福岡県       | 約3,346世帯       | 2008年 8月1日 |
| 5             | FBS 福岡放送     | 21              | 300mW       | 980mW | 垂直偏波 | 福岡県       | 約3,346世帯       | 2008年 8月1日 |
| 7             | TVQ TVQ九州放送  | 26              | 300mW       | 980mW | 垂直偏波 | 福岡県       | 約3,346世帯       | 2008年 8月1日 |
| 8             | TNC テレビ西日本 | 29              | 300mW       | 980mW | 垂直偏波 | 福岡県       | 約3,346世帯       | 2008年 8月1日 |

- 所在地： 朝倉市杷木久喜宮（高山）[2][1][3]
- 放送区域： 朝倉市及びうきは市の各一部[1][3]
- 2008年6月18日に予備免許が交付され[4]、7月1日から試験放送を実施[4]、8月1日に本放送を開始した[2]。

### アナログテレビ放送
| チャンネル 番号 | 放送局名         | 空中線 電力       | ERP                | 偏波面   | 放送対象地域 | 放送区域 内世帯数 | 運用開始日     |
| --------------- | ---------------- | ----------------- | ------------------ | -------- | ------------ | ----------------- | -------------- |
| 35              | TVQ TVQ九州放送  | 映像2W/ 音声500mW | 映像6.8W/ 音声1.7W | 垂直偏波 | 福岡県       | 2,927世帯         | 1997年 4月16日 |
| 39              | FBS 福岡放送     | 映像2W/ 音声500mW | 映像6.8W/ 音声1.7W | 垂直偏波 | 福岡県       | 2,927世帯         | 1979年 2月7日  |
| 43              | RKB RKB毎日放送  | 映像2W/ 音声500mW | 映像6.8W/ 音声1.7W | 垂直偏波 | 福岡県       | 2,927世帯         | 1979年 2月7日  |
| 50              | NHK 福岡教育     | 映像3W/ 音声750mW | 映像17W/ 音声4.3W  | 垂直偏波 | 全国         | 2,927世帯         | 1967年 1月15日 |
| 53              | NHK 福岡総合     | 映像3W/ 音声750mW | 映像17W/ 音声4.3W  | 垂直偏波 | 福岡県西部   | 2,927世帯         | 1967年 1月15日 |
| 55              | TNC テレビ西日本 | 映像2W/ 音声500mW | 映像6.8W/ 音声1.7W | 垂直偏波 | 福岡県       | 2,927世帯         | 1979年 2月7日  |
| 61              | KBC 九州朝日放送 | 映像2W/ 音声500mW | 映像6.8W/ 音声1.7W | 垂直偏波 | 福岡県       | 2,887世帯         | 1979年 2月6日  |

- 所在地： デジタルテレビ放送に同じ
- 2011年7月24日をもってすべて廃止された。